# Magia negra

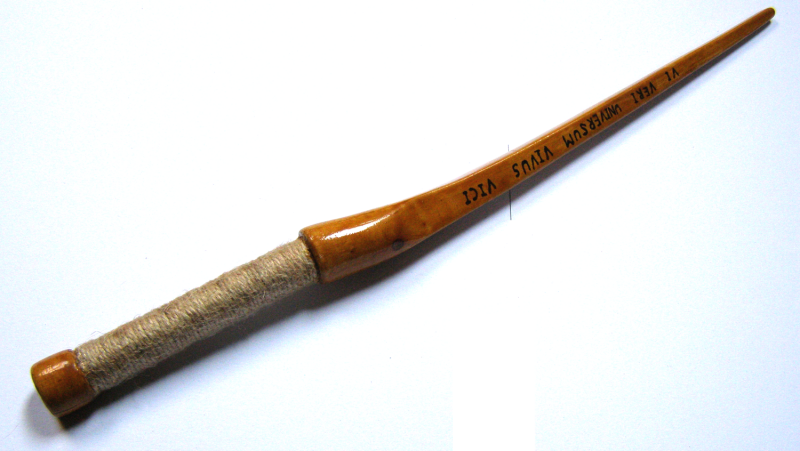
Varita mágica.

Se denomina magia negra a aquellos actos de liturgia mágica cuya naturaleza, métodos u objetivos no son comúnmente aceptados por la sociedad donde se producen, y que en general tienen un fin personal, egoísta, y propio sin pensar en las consecuencias sociales o públicas. La magia negra es un tipo de hechicería, y se define por la supuesta realización de los maleficia (maleficios),   ideados para producir infortunio, enfermedades o cualquier otro tipo de daño. Se utiliza como antónimo de magia blanca.

## Concepto
La magia negra es el conjunto de recursos destinados a conseguir poderes extraordinarios con la explícita voluntad de dominar o controlar la naturaleza o a otras personas. En los comienzos de la historia no había un límite entre magia, ciencia y religión. A partir del siglo XIII la magia se fue alejando de la religión y de la ciencia.
La magia negra es aquella que se usa en perjuicio de un individuo o para dañar al mundo en su totalidad: sus adeptos no solo buscarían afectar a la sociedad, sino alterar todo tipo de materia orgánica o inorgánica. La magia blanca serviría para neutralizar el daño de la magia negra y actuar en beneficio del individuo o del mundo. Otra de las creencias reside en que los efectos o profundidad de la magia tienen que ver con la capacidad de conexión con las jerarquías de la oscuridad.
La magia roja o hematomancia es un tipo de magia y adivinación cuyo componente central es el uso de la sangre u otros tejidos vivos. También puede realizarse a través del sexo. En las sociedades occidentales contemporáneas, se considera un tipo de magia negra, principalmente si se utilizan tejidos vivos o sangre de terceros, no tanto así con los propios (con tejidos propios se consideraría como magia blanca). En algunos casos está orientada al amor y la sexualidad, pero por lo general se emplea con el objetivo de lograr la destrucción y/o la manipulación de la vida de quien no sabe lo que le hacen. Uno de los problemas principales de la magia negra es el peligro que supone la Ley de Retorno. Esta ley implica que cualquier error que pueda cometer un practicante de magia negra volverá con toda su fuerza destructiva multiplicada por tres.
La nigromancia es la magia que utiliza el conjuro y el control de los muertos, pues ese término significa evocación a los espíritus de los muertos.
Mención especial merece también la menos conocida magia gris, que vendría a ser una mezcla de magia blanca y negra con propósitos desconocidos.